# Tanjung (Ngombol)
Tanjung is een bestuurslaag in het regentschap Purworejo van de provincie Midden-Java, Indonesië. Tanjung telt 728 inwoners (volkstelling 2010).